# Deutzia occidentalis
Deutzia occidentalis là một loài thực vật có hoa trong họ Tú cầu. Loài này được Standl. mô tả khoa học đầu tiên năm 1918.